# Папуасский антропологический тип

Папуасский тип из книги Огастеса Генри Кина «Человек, прошлое и настоящее», 1899

Папуа́сский антропологи́ческий тип (папуасская раса) — один из вариантов меланезийской расы, выделенный некоторыми учёными. Распространён на большей части острова Новая Гвинея среди коренного населения. В сравнении с остальными популяциями меланезоидов, прежде всего с собственно меланезийским типом, папуасский тип отличается в первую очередь более низким ростом и часто встречаемой особой формой носа с «горбинкой» профиля.
Папуасский антропологический тип выделяется в числе прочих в классификации Г. Ф. Дебеца — вместе с собственно меланезийским и новокаледонским типами папуасский тип рассматривается как составная часть меланезийской малой расы океанической ветви большой негро-австралоидной расы. В классификации В. В. Бунака папуасские популяции выделены в отдельную расу. Вместе с тасманийской, негритосской и меланезийской расами папуасская раса включается в этой классификации в океанийскую ветвь тропического расового ствола.
Для папуасского антропологического типа характерны следующие признаки:
- наличие мелковолнистых или курчавых чёрных волос;
- сравнительно частая распространённость выпуклой спинки носа;
- умеренный рост волос на теле;
- явно выраженный прогнатизм;
- узкое лицо;
- сравнительно низкий рост, ниже чем у остальных меланезоидов.

Этноязыковая принадлежность к папуасским народам и распространение папуасского антропологического типа напрямую не связаны, но во многих случаях такая связь отмечается — большинство популяций, принадлежащих к папуасскому типу, говорит на папуасских языках.
Антропологические различия населения Новой Гвинеи плохо изучены, тем не менее, установлено, что горные группы папуасов более разнообразны и обособлены друг от друга, чем береговые группы; в разных регионах горные и береговые жители имеют разную степень сходства и различий, также неодинаковы результаты исследований данных групп по разным генетическим показателям — по одним горцы во многом отличаются от береговых жителей, по другим — достаточно схожи.
По мнению В. П. Алексеева, возможность выделения в составе меланезийской расы папуасского типа не совсем обоснована, поскольку частота распространения среди папуасов основных признаков этого типа (более узкий выпуклый нос, меньшая курчавоволосость и более низкий рост) не подтверждается статистически. По тем же соображениям есть сомнения в обоснованности выделения собственно меланезийского и новокаледонского типов. При этом, если среди меланезийцев выделяется большое число различных антропологических подтипов, то у папуасов Новой Гвинеи какие-либо закономерные ареальные вариации, согласно исследованиям В. П. Алексеева, не прослеживаются: «в центральных и северо-восточных районах уменьшается высота черепа, увеличивается черепной указатель, уменьшается ширина лица; пожалуй, этим дело и ограничивается».
В современной западной антропологии расы в целом рассматриваются как неподходящие для отражения биологической изменчивости человека. В 2023 году Национальные академии наук, инженерии и медицины США отказались от выделения рас при генетических исследованиях.